# Jan Schou
Jan Schou (født 5. maj 1952 i Silkeborg) er en dansk skuespiller og revychef.
Schou er uddannet fra Skuespillerskolen ved Odense Teater i 1975. Han var del af teatrets faste ensemble frem til 1981, hvorefter han blev freelancer. Allerede under sin ansættelse på Odense Teater medvirkede han i adskillige revyer og lystspil, og det blev her han fra 1980'erne for alvor markerede sig. Jan Schou har medvirket i Cirkusrevyen, Nykøbing Falster Revyen, Rottefælden, Sønderborg Sommerrevy, Vildbjergrevyen, Huruprevyen, Silkeborg-revyen, Holstebro-revyen og Aalborg Vinterrevy. Han har også medvirket i komedier på ABC Teatret og Amagerscenen. Siden 1998 har han været instruktør og kunstnerisk leder for Rottefælden i Svendborg, hvor han også selv medvirker hver sommer.
I 1980 blev han første gang kåret som årets revyfund, og i 2008 blev han også kåret som årets revykunstner.
Jan Schou bor i Skibhuskvarteret i Odense.